# Nestor da Viola
Nestor da Viola, nome artístico de Antônio Francisco (Birigui, 3 de novembro de 1938), é um instrumentista, cantor e compositor brasileiro. A fábrica de instrumentos Rozini tem uma viola profissional, da série assinada com o seu nome.

## Biografia
Em 1950, começou a atuar artisticamente na Rádio Clube de Biriguí, apresentando-se com o irmão Arlindo Francisco. A dupla recebeu o nome artístico de Tonico e Arlindo. Em 1960 com a mudança de seu irmão, a dupla se desfez. Em 1967 a dupla se refez, desta vez com o nome de "Nestor e Nestorzinho".

## Discografia
- 1964: Teu infeliz casamento/Nem sempre o amor é um sonho - Sertanejo - 78
- 1969: Sudade do meu Sertão - (Nestor - Nestorzinho) - LP
- 1973: Longe Dos Olhos - (Nestor - Nestorzinho) - LP
- 1974: Relógio Quebrado - (Nestor - Nestorzinho) - LP[4]
- 1977: Pintando o sete - Japoti - LP
- 1996: Relógio quebrado - Sabiá - CD
- 1997: Rei do gado - Solos de viola sertaneja - Movieplay - CD
- 2000: Solos de Viola Caipira - Movieplay - CD
- 2002: Viola Sertaneja - Vol 1 - (Nestor da Viola - Vanuque) - CID - CD
- 2003: Solos De Viola Sertaneja - Movieplay - CD
- 2003: O Violeiro Mais Sertanejo Do Brasil Vol 3 - Movieplay - CD
- 2007: O Violeiro mais Sertanejo do Brasil - Intercd Records - CD